# Adolf Miesz
Adolf Miesz (Währing, 1888. március 16. – Bécs, 1955. augusztus 21.) osztrák nemzetközi labdarúgó-játékvezető.

## Pályafutása

### Nemzeti játékvezetés
Játékvezetésből Bécsben vizsgázott. Vizsgáját követően az Osztrák labdarúgó-szövetség Játékvezető Bizottságának (JB) minősítésével az Österreichische Fußball-Bundesliga játékvezetője. A nemzeti játékvezetéstől 1943-ban visszavonult.

#### Nemzeti kupamérkőzések
Vezetett kupadöntők száma: 1.

##### Osztrák labdarúgókupa
| Időpont         | Helyszín               | Mérkőzés típusa | Mérkőzés             | Eredmény | Nézők száma |
| --------------- | ---------------------- | --------------- | -------------------- | -------- | ----------- |
| 1919. július 6. | WAF-ground, Hütteldorf | döntő           | Rapid Wien–Wiener SC | 3 – 0    | 12 000      |

### Nemzetközi játékvezetés
Az Osztrák labdarúgó-szövetség JB terjesztette fel nemzetközi játékvezetőnek, a Nemzetközi Labdarúgó-szövetség (FIFA) 1928–1936 között osztrák, 1941–1943 között német színekben tartotta nyilván bírói keretében. Több nemzetek közötti válogatott, valamint Kupagyőztesek Európa-kupája klubmérkőzést vezetett vagy működő társának partbíróként segített. A nemzetközi játékvezetéstől 1943-ban búcsúzott. Válogatott mérkőzéseinek száma: 6.

#### Nemzetközi kupamérkőzések

##### Kupagyőztesek Európa-kupája
| Időpont          | Helyszín                         | Mérkőzés típusa           | Mérkőzés                    | Eredmény | Nézők száma |
| ---------------- | -------------------------------- | ------------------------- | --------------------------- | -------- | ----------- |
| 1934. július 8.  | Stadio Comunale, Torino          | selejtező (2. mérkőzés)   | Juventus FC–Újpest FC       | 1 – 1    | 12 000      |
| 1935. június 16. | Temesvári körúti Stadion, Szeged | előselejtező (4. csoport) | Szeged FC–SK Slavia Praha   | 1 – 4    | 8 000       |
| 1935. július 6.  | Üllői úti stadion, Budapest      | selejtező (2. mérkőzés)   | Ferencváros–SK Židenice     | 6 – 1    | 15 000      |
| 1937. június 6.  | Üllői úti stadion, Budapest      | selejtező (2. mérkőzés)   | Ferencváros–SK Slavia Praha | 3 – 1    | 20 000      |
| 1940. július 7.  | Üllői úti stadion, Budapest      | selejtező (2. mérkőzés)   | Ferencváros–BSK Beograd     | 2 – 0    | 12 000      |

#### A magyar labdarúgó-válogatott mérkőzései (1902–1929)
| Időpont           | Helyszín                          | Mérkőzés típusa          | Mérkőzés                 | Eredmény | Nézők száma |
| ----------------- | --------------------------------- | ------------------------ | ------------------------ | -------- | ----------- |
| 1936. május 31.   | Hungária körúti Stadion, Budapest | 191. válogatott mérkőzés | Magyarország–Olaszország | 1 – 2    | 32 000      |
| 1943. november 7. | Üllői úti Stadion, Budapest       | 241. válogatott mérkőzés | Magyarország–Svédország  | 2 – 7    | 38 000      |

## Külső hivatkozások
- Adolf Miesz. World Referee. [2016. március 4-i dátummal az eredetiből archiválva]. (Hozzáférés: 2015. november 7.)
- Adolf Miesz. footballdatabase.eu. (Hozzáférés: 2015. november 7.)
- Adolf Miesz. eu-football.info. [2015. május 13-i dátummal az eredetiből archiválva]. (Hozzáférés: 2015. november 7.)
- Adolf Miesz. worldfootball.net. (Hozzáférés: 2015. november 7.)
- Adolf Miesz. .footballzz.com. (Hozzáférés: 2015. november 7.)

| Elődje: Nem játszották le | Osztrák labdarúgókupa döntő 1918–1919 | Utódja: Heinrich Retschury |